# Cleonymia affinis
Cleonymia affinis är en fjärilsart som beskrevs av Rothschild 1920. Cleonymia affinis ingår i släktet Cleonymia och familjen nattflyn. Inga underarter finns listade i Catalogue of Life.